# Polo als Jocs Olímpics d'estiu de 1936
Als Jocs Olímpics d'Estiu de 1936 celebrats a la ciutat de Berlín (Alemanya) es disputà, després de la seva absència en els 1928 i 1932, d'una competició de polo. Aquesta fou l'última vegada que aquest esport formà part del programa oficial dels Jocs Olímpics d'Estiu. La prova es disputà entre els dies 3 i 8 d'agost de 1936.

## Comitès participants

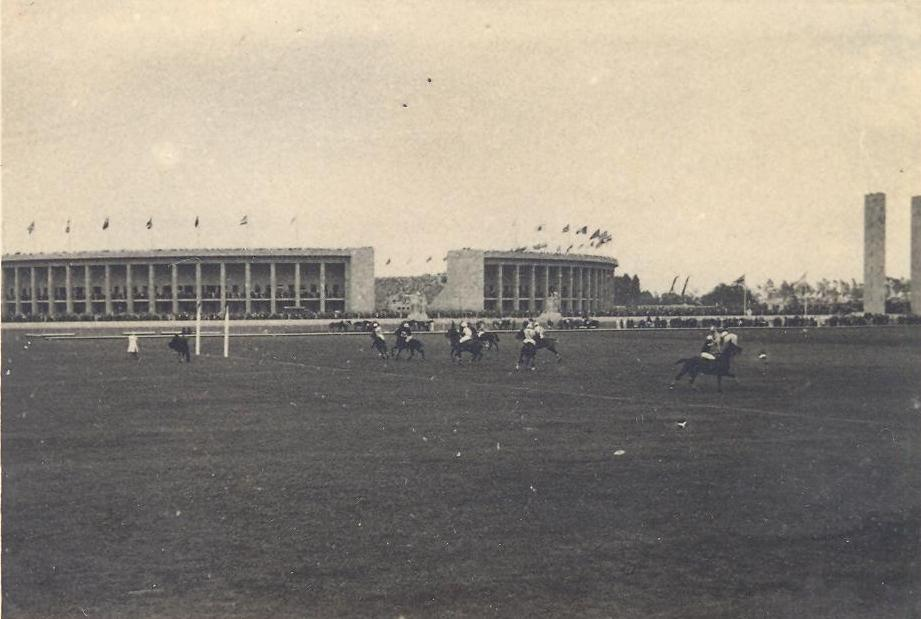
Polo als Jocs Olímpics d'estiu de 1936

Hi participaren un total de 21 jugadors de polo de 5 comitès nacionals diferents:
- Alemanya (4/6)
- Argentina (4/7)
- Hongria (5/8)
- Regne Unit (4/6)
- Mèxic (4/6)

## Resum de medalles

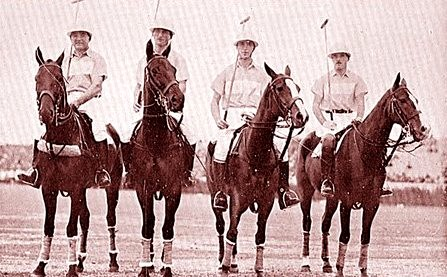
Equip de polo de l'Argentina.

| Prova        | Or                                                                         | Argent                                                                    | Bronze                                                          |
| Polo masculí | ArgentinaManuel Andrada · Roberto Cavanagh · Luis Duggan · Andrés Gazzotti | Regne UnitDavid Dawnay · Bryan Fowler · Humphrey Guinness · William Hinde | MèxicJuan Gracia · Julio Mueller · Antonio Nava · Alberto Ramos |

## Medaller
| Posició | País       | Or | Argent | Bronze | Total |
| 1       | Argentina  | 1  | 0      | 0      | 1     |
| 2       | Regne Unit | 0  | 1      | 0      | 1     |
| 3       | Mèxic      | 0  | 0      | 1      | 1     |

## Classificació final
| Place | Nation |
| ----- | --- |
| 1     | Argentina · Luis Duggan · Roberto Cavanagh · Andrés Gazzotti · Manuel AndradaEnrique J. Alberdi · Diego Cavanagh · Juan Nelson · Juan José Reynal |
| 2     | Regne Unit · Bryan Fowler · William Hinde · David Dawnay · Humphrey Guinness                                                                      |
| 3     | Mèxic · Juan Gracia · Julio Mueller · Antonio Nava · Alberto RamosAlfinio Flores · Miguel Zabalgoitia · Antonio Pérez Ortega                      |
| 4     | HongriaKálmán Bartalis · István Bethlen · Tivadar Dienes-Öhm · Dezső Kovács · Imre Szentpály                                                      |
| 5     | AlemanyaHeinrich Amsinck · Walter Bartram · Arthur Köser · Robert Miles ReinckeErich Ottens                                                       |